# Lordan Zafranović
Lordan Zafranović, né le 11 février 1944 à Maslinica, sur l'île de Šolta (Yougoslavie, actuellement République de Croatie), est un réalisateur et scénariste croate, figure majeure de la Vague noire yougoslave.

## Biographie
Lordan Zafranović obtient un diplôme en littérature et les beaux-arts au Collège de formation des enseignants (Teacher Training College) à Split puis un diplôme en réalisation à l'Académie du film de Prague (FAMU) en 1971, dans la classe d'Elmar Klos. Il retrouve à la FAMU les réalisateurs  Rajko Grlić, Srđan Karanović, Goran Marković et Goran Paskaljević avec lesquels il formera le noyau de la Vague noire.
Zafranović tourne quelque 25 films d'amateur, puis réalise des courts métrages remarqués pour lesquels il obtient de nombreux prix, tant en Yougoslavie qu'à l'étranger. Le plus notables sont Les Gens de passage (1967) et Un après-midi, le fusil (1968). Son premier long-métrage est Le Dimanche, sorti en 1969.
De 1971 à 1991, il vit et travaille à Zagreb puis quitte son pays natal pour terminer le film The Decline of the Century  : Testament L. Z.. De 1991 jusqu'à la fin de l'année 1994, il vit à Paris. En 1992, il habite un an à Vienne. De 1995 à 2005, il vit et travaille à Prague avant de revenir à Zagreb où il réalise sa série documentaire télévisée Tito – The Last Witnesses of the Testament.
Marié deux fois, il est père de trois enfants.

## Filmographie partielle
- 1969 : Le Dimanche (Nedjelja)

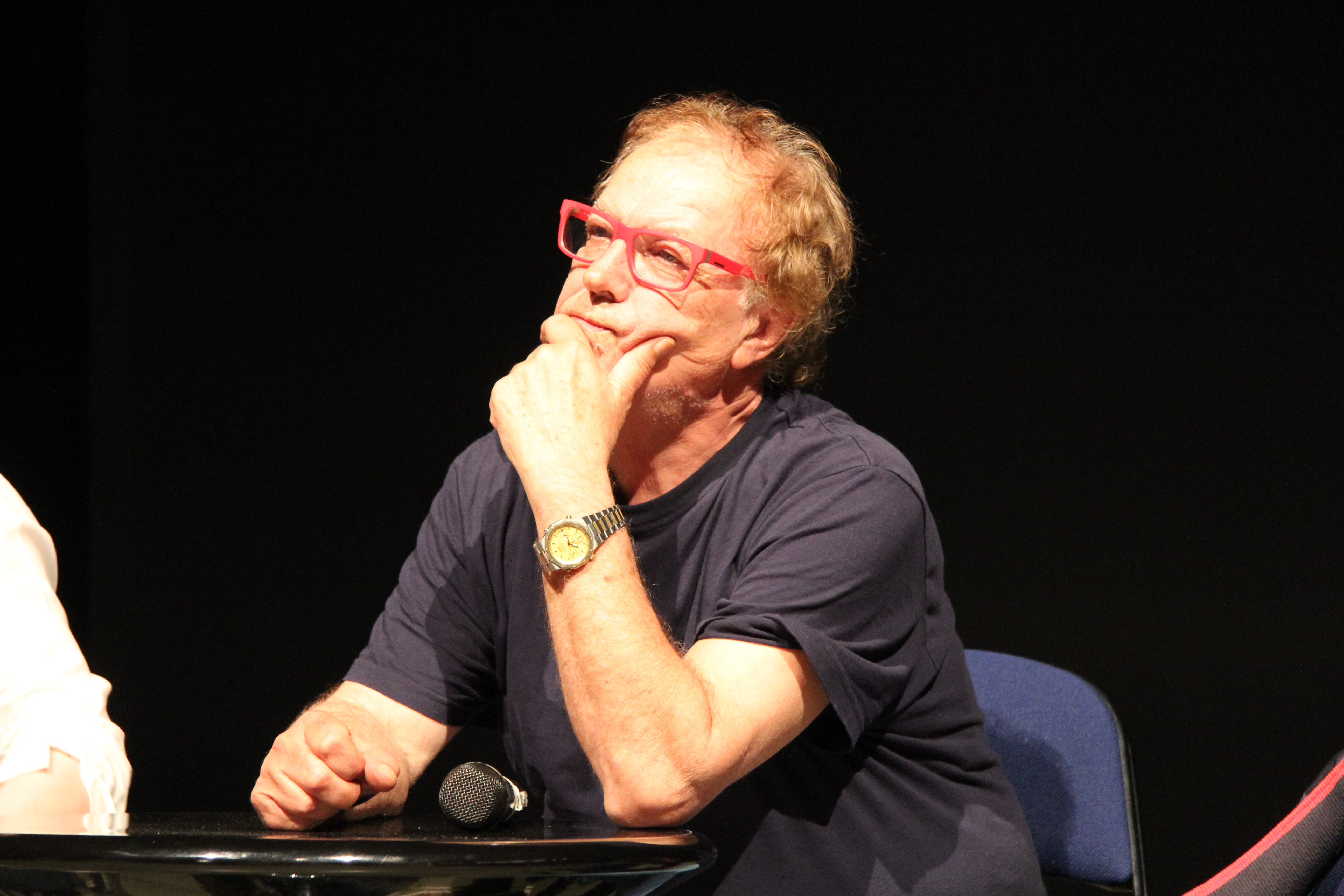
Lordan Zafranović en 2015.

- 1973 : Chronique d'un crime (Kronika jednog zločina)
- 1975 : La Passion selon Matthieu (Muke po Mati)
- 1978 : L'Occupation en 26 images (Okupacija u 26 slika)
- 1981 : La Chute de l'Italie (Pad Italije)
- 1984 : La Morsure de l'ange (Ujed anđela)
- 1986 : Večernja zvona
- 1988 : Haloa - praznik kurvi
- 1995 : Lacrimosa (Ma je pomsta)
- 1997 : Balkan Island: The Last Story of the Century
- 1997 : Simfonija nebeskog grada
- 2012 : Tito - posljednji svjedoci testamenta

## Récompenses

### Festival du film de Pula
- 1978 : Grande Arène d'or du meilleur film pour L'Occupation en 26 images.
- 1981 : Grande Arène d'or du meilleur film pour La Chute de l'Italie.